# USS Truxtun (DD-14)
USS Truxtun (DD-14) – amerykański niszczyciel, okręt prototypowy typu Truxtun. Jego patronem był Commodore Thomas Truxtun.
Stępkę okrętu położono 13 listopada 1899 w stoczni Maryland Steel Company w Sparrows Point (Maryland). Zwodowano go 15 sierpnia 1901, matką chrzestną była Isabelle Truxtun. Jednostka weszła do służby w US Navy 11 września 1902, jej pierwszym dowódcą był Lieutenant Archibald H. Davis.
Okręt był w służbie w czasie I wojny światowej. Działał jako jednostka eskortowa na wodach amerykańskich i europejskich.
Wycofany ze służby 18 lipca 1919 został skreślony z listy 15 września 1919. Sprzedany 3 stycznia 1920 firmie Josepha G. Hitnera z zamiarem przebudowy jednostki na transportowiec owoców. Dalsze losy nieznane.